# 波蘭王國 (1385年—1569年)
1386年至1572年间的波兰由雅盖隆王朝统治，这段时期跨越了欧洲的中世纪晚期和近代早期。1386年，立陶宛大公雅盖沃（瓦迪斯瓦夫二世雅盖沃）与波兰女王雅德维加結婚建立了此王朝，使正在形成的波兰立陶宛联盟更为紧密；这种关系将立陶宛大公国控制的广大领土纳入了波兰的势力范围，并证明这种合作对波兰和立陶宛人民都有利，他们将在接下来的四个世纪里在欧洲最大的政治实体之一中共存。
在波罗的海地区，波兰与条顿骑士团持续发生冲突。 最终两方爆发1410年格伦瓦尔德战役，条顿骑士团损失惨重。1466年在波兰国王卡西米尔四世领导下，双方实现了具有里程碑意义的荆棘和平（The Peace of Toruń），该条约奠定了未来普鲁士公国的基础。之后在南部，波兰对抗奥斯曼帝国和克里米亚鞑靼人；在东部，波兰人帮助立陶宛对抗莫斯科大公国。 波兰和立陶宛的领土扩张至包括利沃尼亚的最北部地区。
在雅盖隆时期，波兰发展成为一个以农业经济为主，封建贵族日益占主导地位的封建国家。波兰议会于1505年通过的无新法将国家的大部分立法权从君主转移到议会。这一事件标志着被称为“金色自由”的制度之开始，波兰变为一个贵族民主制国家，国王与国家政策都由贵族投票产生。
16世纪的新教改革运动对波兰基督教产生了深刻影响，波兰采取了当时在欧洲独特的宗教宽容政策。 由最后一位雅盖隆王朝国王西吉斯蒙德一世（1506-1548 年在位）和奥古斯都西吉斯蒙德二世（1548-1572 年在位）推动的文艺复兴更是造就了波兰的文化繁荣。

## 中世纪晚期（14-15世纪）

### 雅盖隆王朝

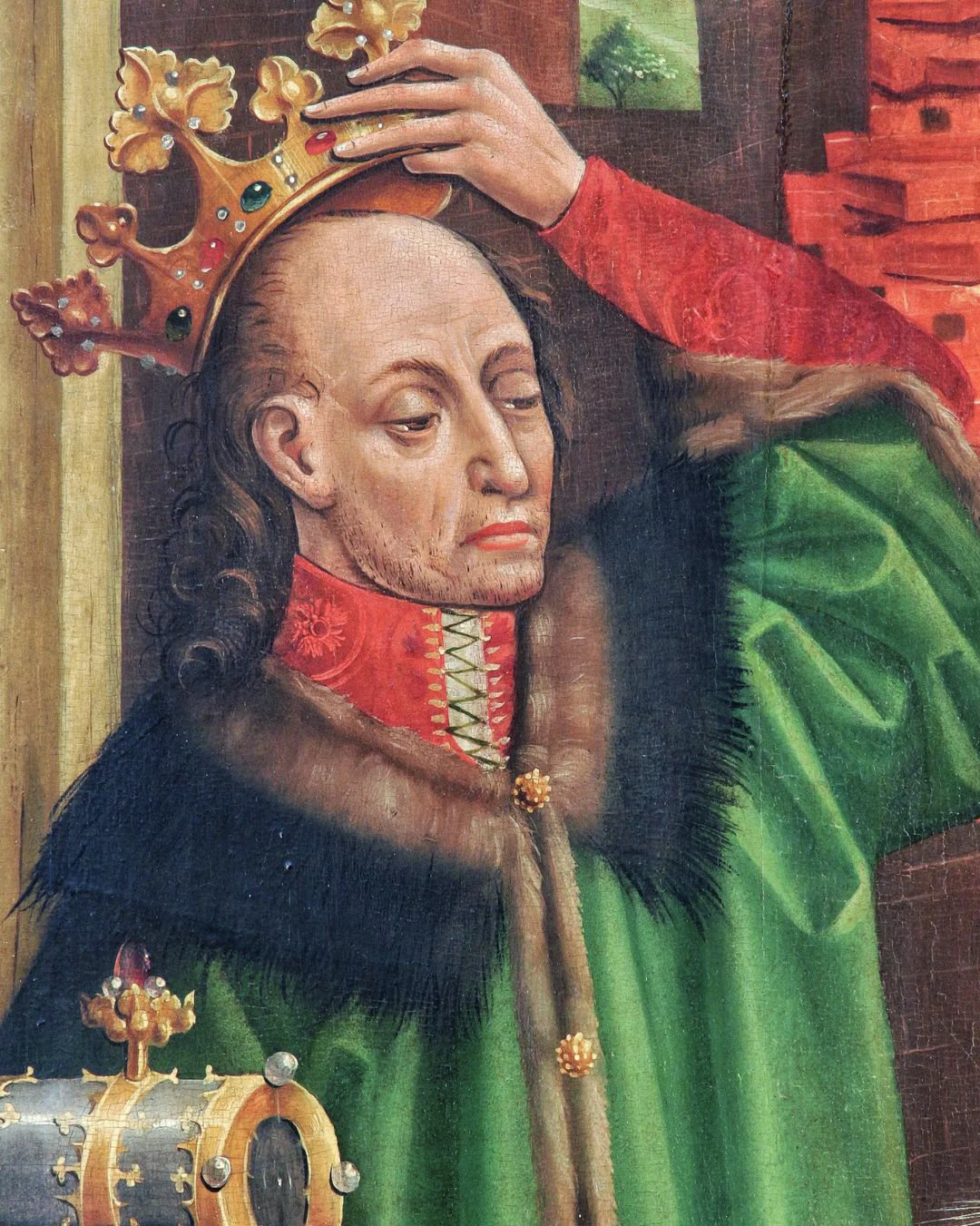
瓦迪斯瓦夫二世·雅盖沃

封建地租制度在13和14世纪盛行，每个阶层都有明确的权利和义务，但在15世纪左右随着贵族对新兴制造业、贸易和其他经济活动的控制而退化。 为了保有足够的劳动力，贵族创造了许多被称为农庄（folwark）的被贵族直接管理之农业单位，在这些农庄中，封建地租为强迫劳动所取代。这迟缓了波兰的城镇化，同时也削弱了城镇在国家的影响力，并迫使大多数农民沦为农奴。不过这种做法越来越受到法律的限制，例如，1496年由国王约翰一世授予的彼德库夫特权禁止市民购买农村土地，并严格限制农民离开村庄的能力。波兰城镇缺乏保护其阶级利益的国家代表，所以被允许保留了一定程度的自治（拥有市议会和陪审团），行业能够组建行会。 而贵族们很快就摆脱了他们的主要职责：在发生战争时服义务兵役。在1505年的无新法中，贵族从制度上被划分为了两个等级，不过这从未在法律上正式明文规定。国王在做出任何决定前要先咨询“总瑟姆”（general sejm），即参议院（贵族议会），和“更正瑟姆”（Sejm proper），即下议院（各地区代表）。在三次瓜分波兰之前，普通贵族（szlachta）试图与他们阶级中的最高层权贵们竞争权力。